# Rodrigo Reichel
Rodrigo Reichel ist ein deutscher Violinist.

## Leben und Wirken
Er studierte an der Musikhochschule Köln und der Musikhochschule München. Seine Lehrer dort waren Max Rostal, Kurt Guntner und die Mitglieder des Amadeus-Quartettes. Reichel war mehrfacher Preisträger bei Jugend musiziert.
Sein erstes Orchesterengagement führte ihn zum Symphonieorchester des Bayerischen Rundfunks. Danach wechselte er am 1. September 1984 zum NDR Elbphilharmonie Orchester, in dem er die Position des koordinierten Stimmführers der 2. Violinen bekleidet.
Seine kammermusikalischen Wurzeln hat er sowohl in der Klassik, wie auch im Jazz. 1993 zählte er zu den Gründern des Ensembles „the g-strings“, das auf vielen renommierten Klassik- und Jazzfestivals gastiert.
2000 wurde er Primarius, 1. Geiger, des fabergé–quintetts, das sich damals noch Hamburger Streichquintett nannte. Den ECHO Klassik 2014 für die "Kammermusikeinspielung des Jahres (Musik 19. Jh) / Streicher"  erhielt er mit dem fabergé–quintett für die CD der Ersteinspielung von drei Streichquintetten von Adolphe Blanc.
Zu seinen musikalischen Partnern gehören unter anderem José Carreras, Nils Landgren, René Flemming und Christoph Eschenbach.
Er trat unter anderem auf dem Schleswig-Holstein Musik Festival und dem Ravinia Festival auf.